# جيسون كولينا

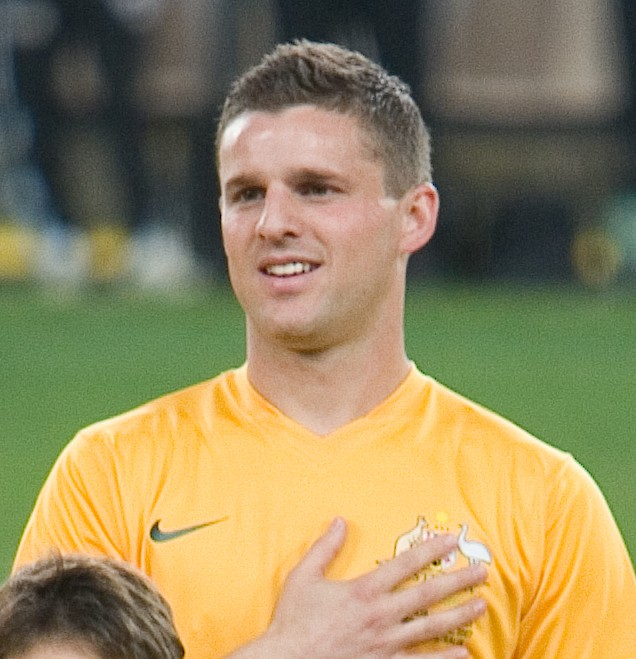
جايسون كولينا

جيسون كولينا (بالإنجليزية: Jason Culina)‏، من مواليد 5 أغسطس 1980 في ميلبورن في أستراليا، لاعب كرة قدم أسترالي.
بدأ مسيرته الكروية مع نادي سيدني يونايتد في عام 1996، ولعب معهم حتى عام 1998، وشارك معهم في 32 مباراة وسجل هدف واحد، وفي موسم 1998/1999 انتقل إلى نادي سيدني أولمبيك، ولعب معهم 21 مباراة وسجل هدف واحد، وفي موسم 1999/2000 انتقل إلى نادي أياكس أمستردام الهولندي، وفي موسم 2000/2001 انتقل إلى نادي غريمينال بيرستشوت البلجيكي، ولعب معهم 12 مباراة وسجل هدف واحد، وفي موسم 2001/2002 انتقل إلى نادي أياكس أمستردام الهولندي، وفي موسم 2002/2003 انتقل إلى نادي دي غرافشاب الهولندي، ولعب معهم 24 مباراة وسجل هدف واحد، وفي موسم 2003/2004 انتقل إلى نادي أياكس أمستردام الهولندي، ولعب معهم 3 مباريات، وفي موسم 2004/2005 انتقل إلى نادي توينتي الهولندي، ولعب معهم 38 مباراة وسجل 12 هدف، ومنذ عام 2005 وهو يلعب مع نادي بي أس في آيندهوفن الهولندي.
و قد بدأ باللعب مع منتخب أستراليا لكرة القدم في عام 2005.

## روابط خارجية
- جيسون كولينا على موقع الاتحاد الدولي (مؤرشف)  (الإنجليزية)
- جيسون كولينا على موقع قاعدة بيانات كرة القدم.إي يو (الإنجليزية)
- جيسون كولينا على موقع ناشيونال فوتبول تيمز (الإنجليزية)
- جيسون كولينا على موقع عالم كرة القدم.نت (الإنجليزية)
- جيسون كولينا على موقع كووورة
- جيسون كولينا على موقع أوليمبيديا (الإنجليزية)
- جيسون كولينا على موقع اللجنة الأولمبية الأسترالية (الإنجليزية)